# هالبنراین
هالبنراین (به آلمانی: Halbenrain) یک منطقهٔ مسکونی در اتریش است که در زودوست‌اشتایرمارک واقع شده‌است. هالبنراین ۳۸٫۶۶ کیلومتر مربع مساحت دارد ۲۲۳ متر بالاتر از سطح دریا واقع شده‌است.